# Peter Gagelmann

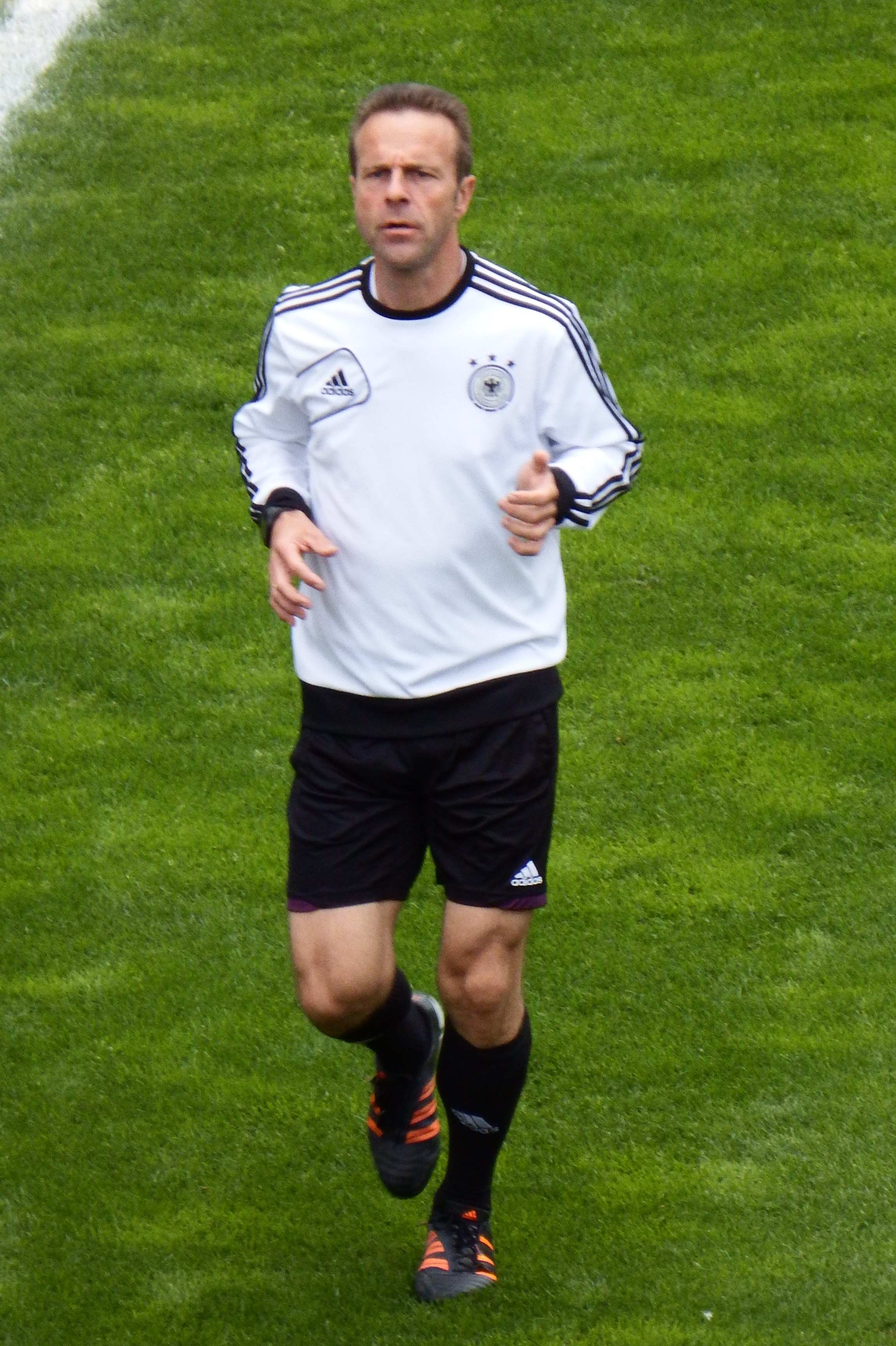
Peter Gagelmann, 2013

Peter Gagelmann (* 9. Juni 1968 in Bremen) ist ein ehemaliger deutscher Fußballschiedsrichter.

## Leben
Peter Gagelmann absolvierte eine Lehre als Feinblechner bei Daimler-Benz in Bremen und war dort anschließend in der Produktion tätig. Heute ist er Angestellter im Veranstaltungsmanagement, er arbeitet in einem Kundencenter.
Als Fußballspieler zog er sich bereits in der Jugend eine gravierende Verletzung zu. Er verlegte sein sportliches Engagement deshalb auf die Tätigkeit als Schiedsrichter in Diensten des ATSV Sebaldsbrück. 1994 wurde er zum DFB-Schiedsrichter ernannt, 1998 leitete er erstmals ein Spiel der 2. Bundesliga. Am 27. April 2000, dem 32. Spieltag der Saison 1999/2000, debütierte er in der Bundesliga bei der Begegnung zwischen dem MSV Duisburg und Arminia Bielefeld (0:3). Am 21. Mai 2011 war Gagelmann beim DFB-Pokalfinale der Vierte Offizielle in einem Team um Hauptschiedsrichter Wolfgang Stark.
Am 12. Mai 2012 leitete Gagelmann das DFB-Pokalfinale zwischen Borussia Dortmund und dem FC Bayern München.
Auch im Ausland war Gagelmann als Schiedsrichter im Einsatz. So pfiff er beispielsweise im Jahr 2003 neun Spiele der südkoreanischen K-League und kehrte im November 2007 dorthin zurück, um das Ligafinale zwischen den Pohang Steelers und Seongnam Ilhwa Chunma zu leiten. Im selben Jahr hatte er auch eine Meisterschaftspartie in der saudi-arabischen Stadt Dschidda geleitet.
Bereits mehrmals wurden Vorwürfe gegen Gagelmann wegen Ungleichbehandlung von Spielern mit und ohne Promibonus laut. Zuletzt warfen Spieler und Management des FC Augsburg ihm vor, die Spieler des Ligagegners FC Bayern München in der Bundesligabegegnung am 9. November 2013 als Schiedsrichter mit Respekt behandelt zu haben, wohingegen Augsburger Spieler von ihm angeschnauzt und mit Worten wie „Verpiss dich!“ beleidigt worden sein sollen. Gerade zum Ende seiner 15-jährigen Karriere als Bundesliga-Schiedsrichter sah sich Gagelmann vermehrt harscher Kritik von Spielern und Funktionären ausgesetzt.
Gagelmann hat aufgrund der Vollendung seines 47. Lebensjahres und der damit verbundenen Altersgrenze für Fußball-Schiedsrichter im Profibereich im Juni 2015 seine Tätigkeit als Profi-Schiedsrichter beendet. Am 23. Mai 2015 leitete er sein letztes Bundesliga-Spiel (zwischen dem 1. FC Köln und dem VfL Wolfsburg).
Seit der Saison 2015/16 ist Gagelmann als Sky-Experte tätig.